# Agelastes
Agelastes – rodzaj ptaków z rodziny perlic (Numididae).

## Zasięg występowania
Rodzaj obejmuje gatunki występujące w zachodniej i środkowej Afryce.

## Morfologia
Długość ciała 40–45 cm; masa ciała 700–815 g.

## Systematyka

### Etymologia
- Agelastes (Agelastus): gr. αγελαστος agelastos „posępny, ponury”, od negatywnego przedrostka α- a-; γελαστης gelastēs „wyśmiewający się, szyderca”, od γελαω gelaō „śmiać się”[8].
- Phasidus (Pharides): gr. φασιδος phasidos „z bażanta”, od φασιανος phasianos „bażant” (por. średniowiecznołac. Phasidos gallus „bażant, kogut bażanta”)[9]. Gatunek typowy: Phasidus niger Cassin, 1857.

### Podział systematyczny
Do rodzaju należą następujące gatunki:
- Agelastes meleagrides Bonaparte, 1850 – pantarka białoszyja
- Agelastes niger (Cassin, 1857) – pantarka czarna